# Mejor Partido
El Mejor Partido (en islandés, Besti flokkurinn) fue un partido político de Islandia. La formación fue fundada por el cómico Jón Gnarr en protesta por la actuación de los partidos políticos tradicionales a raíz de la crisis financiera de 2008.
En las elecciones municipales de 2010 se convirtió en el partido más votado de Reikiavik con un 34,7% de los votos, con un programa electoral que incluía propuestas en defensa de los colectivos minoritarios y perjudicados por la crisis del país, así como propuestas irónicas e imposibles de realizar. Gnarr fue alcalde de la capital desde 2010 hasta 2014.
El partido desapareció tras ser derrotado en las municipales de 2014. Su sucesor es una formación a nivel nacional creada en 2012, llamada Futuro Brillante (Björt framtíð).

## Historia
El actor y cómico islandés Jón Gnarr fundó en 2009 una nueva formación política en clave de humor, a la que llamó Mejor Partido, para denunciar a los partidos políticos tradicionales de Islandia a raíz de la crisis financiera islandesa en 2008, cuando los tres principales bancos del país quebraron. Para ello, Gnarr utilizó un lenguaje idéntico al de los políticos islandeses: al definir a los partidos tradicionales como «corruptos». el Mejor Partido se autoproclamó «abiertamente corrupto». La lista estuvo compuesta al completo por gente no relacionada con la política, como Einar Örn Benediktsson, miembro de The Sugarcubes, o Ágústa Eva Erlendsdóttir, representante de Islandia en Eurovisión 2006 como Silvia Night.
Con el paso del tiempo, Mejor Partido desarrolló una agenda política independiente, basada en propuestas de carácter social, como mejorar la participación en el sistema democrático, el respeto a los derechos de colectivos como el LGBT, o la igualdad de sexos. Además se incluyeron propuestas irónicas e imposibles de realizar, con las que pretendían denunciar las actuaciones de los partidos tradicionales. Por ejemplo, en las municipales se prometió construir un parque temático de Disney junto al aeropuerto de Reikiavik, y un Parlamento «libre de drogas» antes de 2020. Como anuncio para la campaña electoral, Gnarr apareció cantando con otros artistas una versión de The Best de Tina Turner.
En las municipales de 2010, Mejor Partido se presentó sólo en la ciudad de Reikiavik y ganó las elecciones con 20.666 votos, un 34,7% del total, frente a los 33,7% del segundo más votado, el conservador Partido de la Independencia. La formación logró seis de los 15 asientos del consistorio y formó una coalición con la Alianza Socialdemócrata para que Jón Gnarr se convirtiera en alcalde. Gnarr aceptó a cambio de que los miembros de la coalición viesen todas las temporadas de la serie The Wire.
En 2012 se fundó una alianza a nivel nacional inspirada en esta fórmula, el partido Futuro Brillante (Björt framtíð). Después de perder las elecciones municipales de 2014, el Mejor Partido anunció su desaparición.